# Desfiladero (geomorfología)

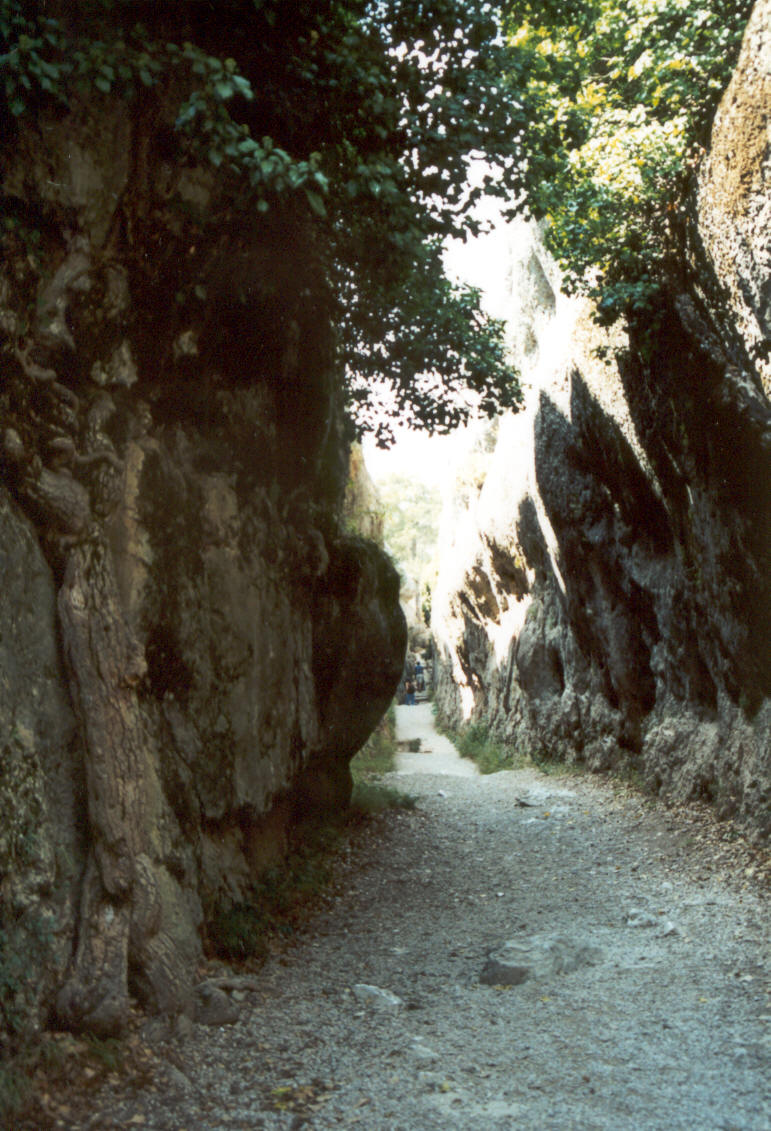
Desfiladero abierto en unos terrenos calizos de la Ciudad Encantada (Provincia de Cuenca).

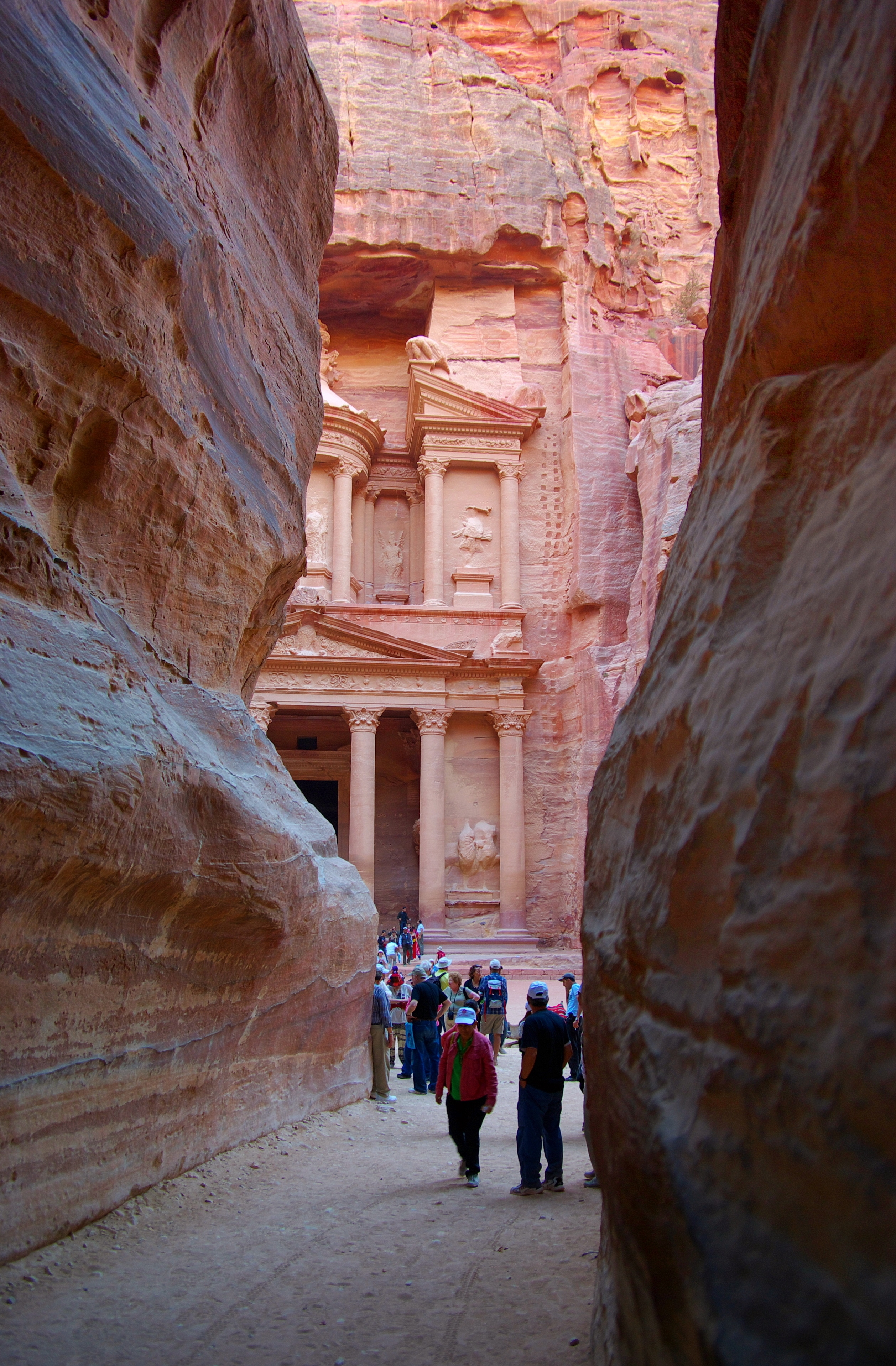
El desfiladero del Siq sirvió como vía de acceso a la ciudad de Petra (actual Jordania).

Se denomina desfiladero o congosto a una abertura angosta y alargada formada por la erosión fluvial antigua o reciente en terrenos generalmente calizos o kársticos y a la que, después, el agua puede llegar a abandonar, dejando el cauce seco, como sucede en el canal de desagüe de muchos torrentes, en barrancos o en muchas ramblas de corto recorrido. Es una forma menor del relieve. En algunos casos, puede servir para construir represas para embalsar el agua, aunque el caudal sea escaso o esporádico.
La RAE define escuetamente este concepto como: «paso estrecho entre montañas».

## Origen
Muchas veces, el río que formó un desfiladero en un terreno calizo queda seco por un fenómeno de captura del río original o por un proceso similar, como se puede ver en la imagen de la Ciudad Encantada de Cuenca, en España. A menudo pueden considerarse como gargantas o cañones, puertos, pasos, abras y otros términos, dependiendo principalmente de sus dimensiones. En otros casos, cuando forman curvas en los meandros de un río, es decir, en meandros encajados, el desfiladero suele tomar el nombre de hoz, como sucede en las hoces del Duratón cerca de Sepúlveda, en la Provincia de Segovia, España. Como se puede apreciar es un término algo ambiguo y equivalente a otros tal vez más precisos. Cuando el desfiladero lleva agua y es de difícil acceso es mejor utilizar otros término, como el ya señalado cañón. 
Aunque suele predominar en terrenos calizos puede darse también en otro tipo de terrenos, como ocurre en el río Kavak, cuando sale de la meseta del Auyantepuy, en la Gran Sabana, en terrenos muy resistentes formados por areniscas y cuarcitas de la Formación Roraima.
El canal de desagüe de un torrente puede formar un desfiladero en zonas montañosas o de mesetas, cuando se estrecha cortando el relieve. En muchas ocasiones, estos desfiladeros tienen un alto potencial económico para represar las aguas de un río con fines hidroeléctricos o de otro tipo.

## Importancia
Muchos desfiladeros, pasos de montaña y cañones se han hecho famosos a través de la historia por su valor estratégico en lo que se refiere a las comunicaciones, como sucede con las Termópilas en la batalla liderada por Leónidas I o las Puertas Persas en la batalla liderada por Alejandro Magno, el de Azincurt en Francia (aunque en este caso, la angostura del terreno estaba formada por dos bosques cercanos y no por el relieve), el de La Puerta y la Puerta del Guarapiche en Venezuela, el del Siq en Petra, que era la única ruta de acceso a esta ciudad y muchos otros en todo el mundo. En España se puede citar el desfiladero de Terradets, en el río Noguera Pallaresa, el de los Gaitanes, el desfiladero de Pancorbo, que tuvo gran importancia estratégica desde la Edad Antigua (época romana) y la Edad Media hasta la guerra civil española, así como muchos otros.